# Chengzhuang (köping i Kina, Henan)
Chengzhuang (kinesiska: 程庄, 程庄镇) är en köping i Kina. Den ligger i provinsen Henan, i den centrala delen av landet, omkring 140 kilometer öster om provinshuvudstaden Zhengzhou. Antalet invånare är 65 476. Befolkningen består av 33 491 kvinnor och 31 985 män. Barn under 15 år utgör 24,0 %, vuxna 15-64 år 66 %, och äldre över 65 år 9,0 %.
Genomsnittlig årsnederbörd är 744 millimeter. Den regnigaste månaden är juli, med i genomsnitt 184 mm nederbörd, och den torraste är januari, med 5 mm nederbörd.